# Lucie Bryon
Lucie Bryon (* 1990) ist eine französische Cartoonistin und Illustratorin.

## Leben
Bryon stammt aus Nordfrankreich. Ihre Ausbildung absolvierte sie im Bereich Grafikdesign in Orléans und vertiefte ihre Kenntnisse in Comics an der ESA St Luc in Brüssel. Nach ihrem Studium begann Bryon mit der Arbeit für französischsprachige Kinderpublikationen und unabhängige Comicverlage. Ihr Lebensweg führte sie zu einer Karriere, in der sie sowohl für Kinderbuchverlage als auch für Videospielefirmen und diverse Publikationen als Illustratorin und Comiczeichnerin tätig ist. Heute lebt und arbeitet Lucie Bryon wieder in Frankreich.

## Wirken
Bryons Stil und ihre Arbeiten sind von einer vielfältigen Inspirationsquelle geprägt, die Menschen, die sie trifft, eigene Erfahrungen und die Welt um sie herum umfasst, ergänzt durch Einflüsse aus Filmen, Musik und Comics aus aller Welt. Besonders hervorzuheben ist ihr Einfluss durch Manga, der sich in der zeichnerischen Darstellung ihrer Figuren, insbesondere im Hinblick auf Gesichtszüge und Mimik, widerspiegelt. Ihre Graphic Novels und Illustrationen zeichnen sich durch eine visuelle Metaphorik und eine Vorliebe für das Inking im Schaffensprozess aus.
Ein bedeutendes Werk Bryons ist die Graphic Novel Die Diebin, eine Geschichte, die von jungen Frauen und Klassengegensätzen erzählt und sich im Genre der Romantic Comedy verortet. Sie erschien 2023 auf Deutsch. Diese Arbeit beinhaltet komplexe Charaktere und überraschende Wendungen. Darüber hinaus hat sie Werke wie Voleuse veröffentlicht, das 2023 für den Prix de la BD France Bleu in Wettbewerb stand, und erhielt Auszeichnungen wie den Preis Le Point du livre Jeunesse 2023 für Patatras au royaume de Tralala.
Bryons Wirken erstreckt sich auch auf die Online-Veröffentlichung kurzer Comics und die Herausgabe einer Anthologie ihrer autobiografischen Arbeiten, Hot Milk. Ihre Arbeiten sind in französischer und englischer Sprache bei namhaften Verlagen wie Editions Milan, BDkids, Shortbox, Sarbacane sowie in Publikationen von Kaboom Studios, Cicada Magazine und France Inter veröffentlicht worden.